# Aeroporto de Ubá
O Aeroporto de Ubá (ICAO:SNUB) é um aeroporto localizado no município brasileiro de Ubá, no estado de Minas Gerais. Possui uma pista asfaltada de 1.420 metros de extensão por 45 metros de largura com balizamento noturno e pista de taxiamento, asfaltada, com dimensão de 65 metros por 30 metros. Conta também com pátio de aeronaves em concreto com 7.440 metros quadrados, Terminal de Passageiros com 400 metros quadrados. 
Chegou a receber voos fretados da capital Belo Horizonte saindo do Aeroporto da Pampulha por meio do Projeto de Integração Regional de Minas Gerais – Modal Aéreo (PIRMA), em aviões pequenos, monomotores, com capacidade para nove passageiros. A Codemig estima que dois terços dos passageiros sejam empresários.
De ônibus da cidade até a capital são gastos aproximadamente 5 h de viagem, já com a linha aérea este trecho é percorrido em apenas 37 minutos. 
Segundo a companhia, estudos comprovaram que voos menores são viáveis economicamente. Seriam investidos R$ 20 milhões por ano, que vêm de um fundo da própria Codemig e não têm impacto no orçamento do estado. A expectativa foi que a venda dos bilhetes retorne o valor gasto, conforme a Codemig.
A CODEMIG deixou de operar e a oferecer voos para Ubá devido a baixa procura de bilhetes na cidade. Agora o aeroporto não oferta mais nenhum tipo de voo.
Na Zona da Mata, Viçosa é a única cidade que continua a fazer parte do Voe Minas Gerais, até 2019, quando o Voe Minas Gerais entrou em falência. 